# Rio della Salute

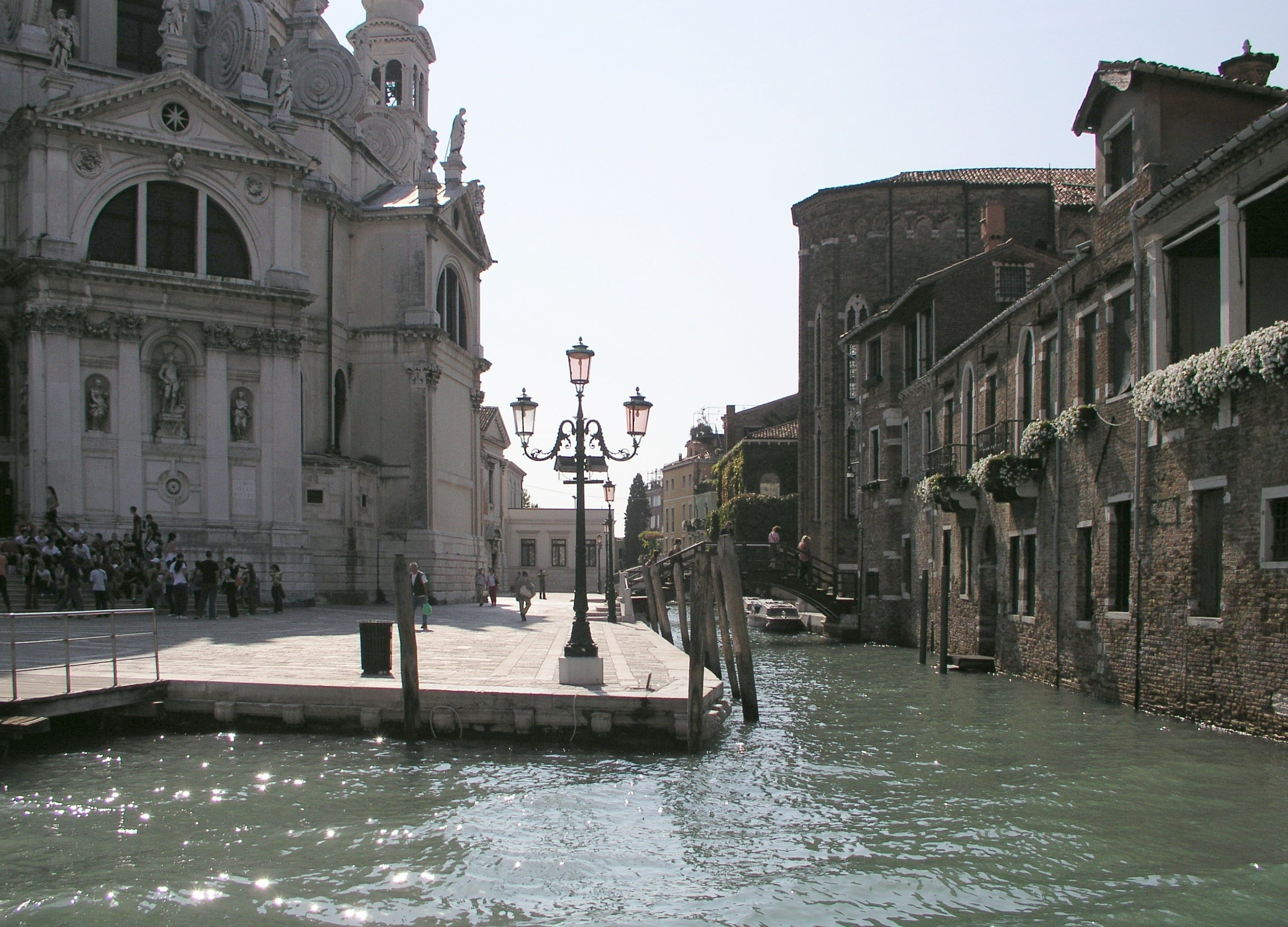
Gura de vărsare în Canal Grande

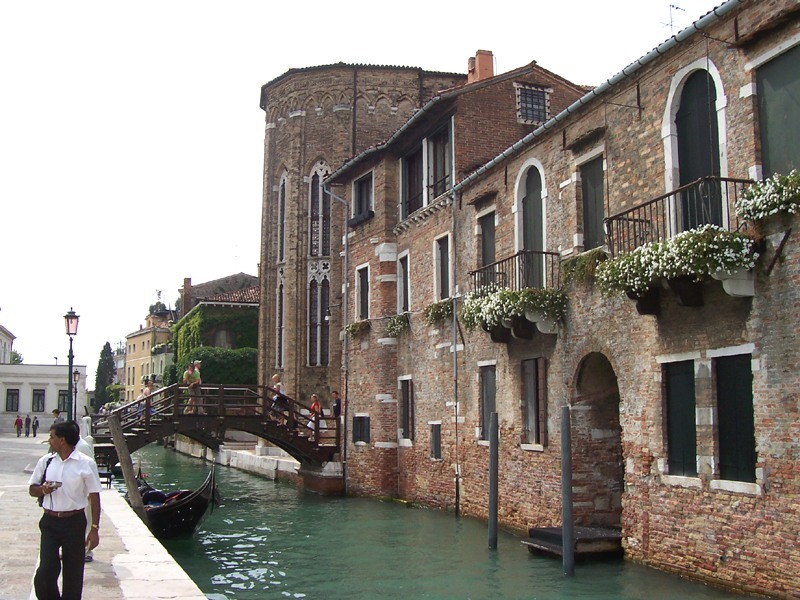
Ponte de l'Abazia

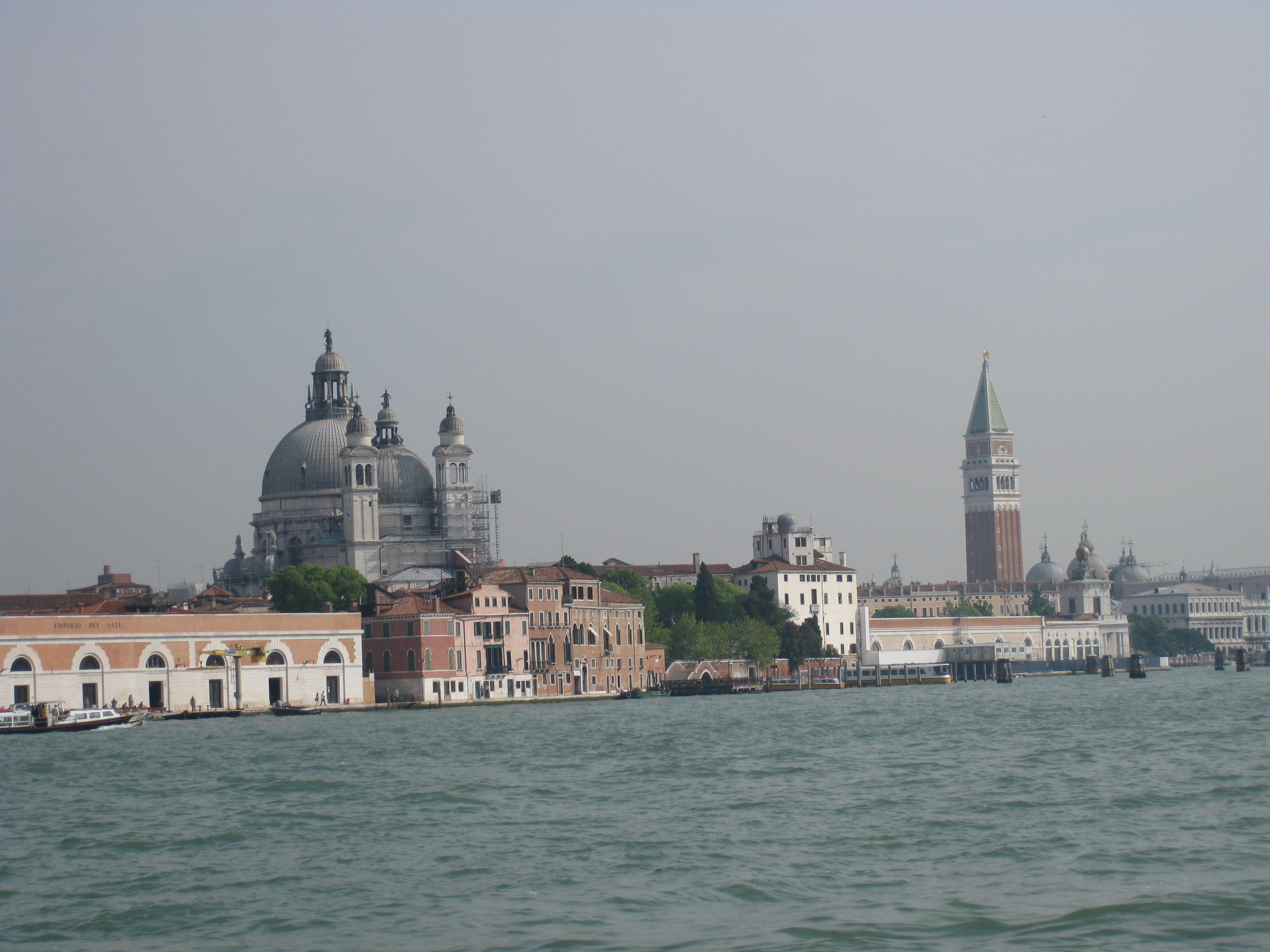
Bazilica Santa Maria della Salute văzută din Zattere cu Ponte de l'Umiltà

Rio de la Salute (Canalul sănătății)  este un canal din Veneția în sestiere Dorsoduro.

## Origine
Acest canal este numit după Bazilica Santa Maria della Salute, aflată pe malul său.

## Descriere
Rio della Salute are o lungime de aproximativ 150 de metri. El face legătura între Canalul Giudecca și Canal Grande de la sud la nord.

## Localizare
- Acest canal se varsă în Canal Grande în apropiere de Bazilica Santa Maria della Salute.
- Pe malurile acestui canal se află:
  - Fondamenta della Salute pe malul estic;
  - vechea abație San Gregorio pe malul vestic.

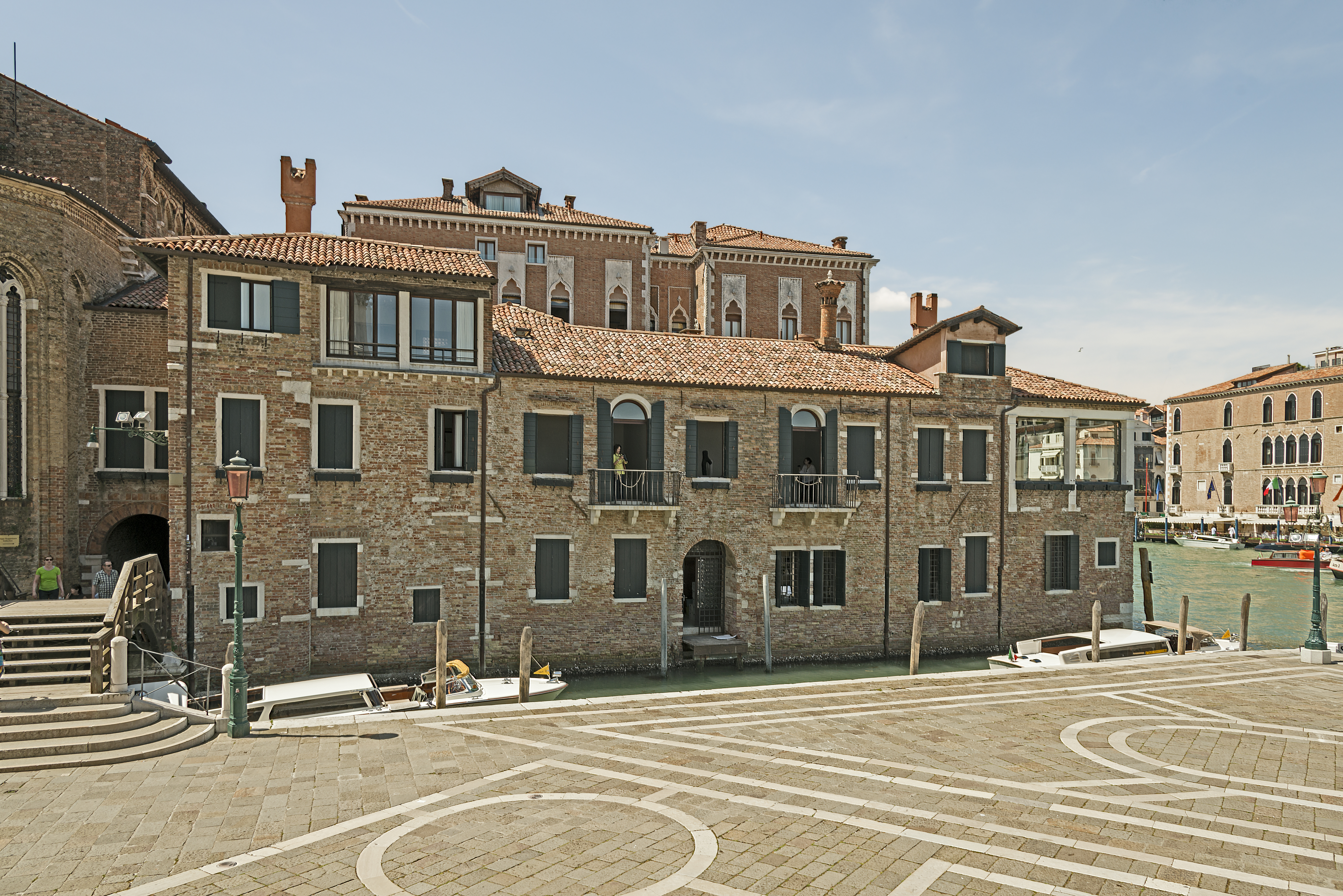
vechea abație San Gregorio  și Fondamenta della Salute

## Poduri
Canalul este traversat de patru  poduri (de la nord la sud):

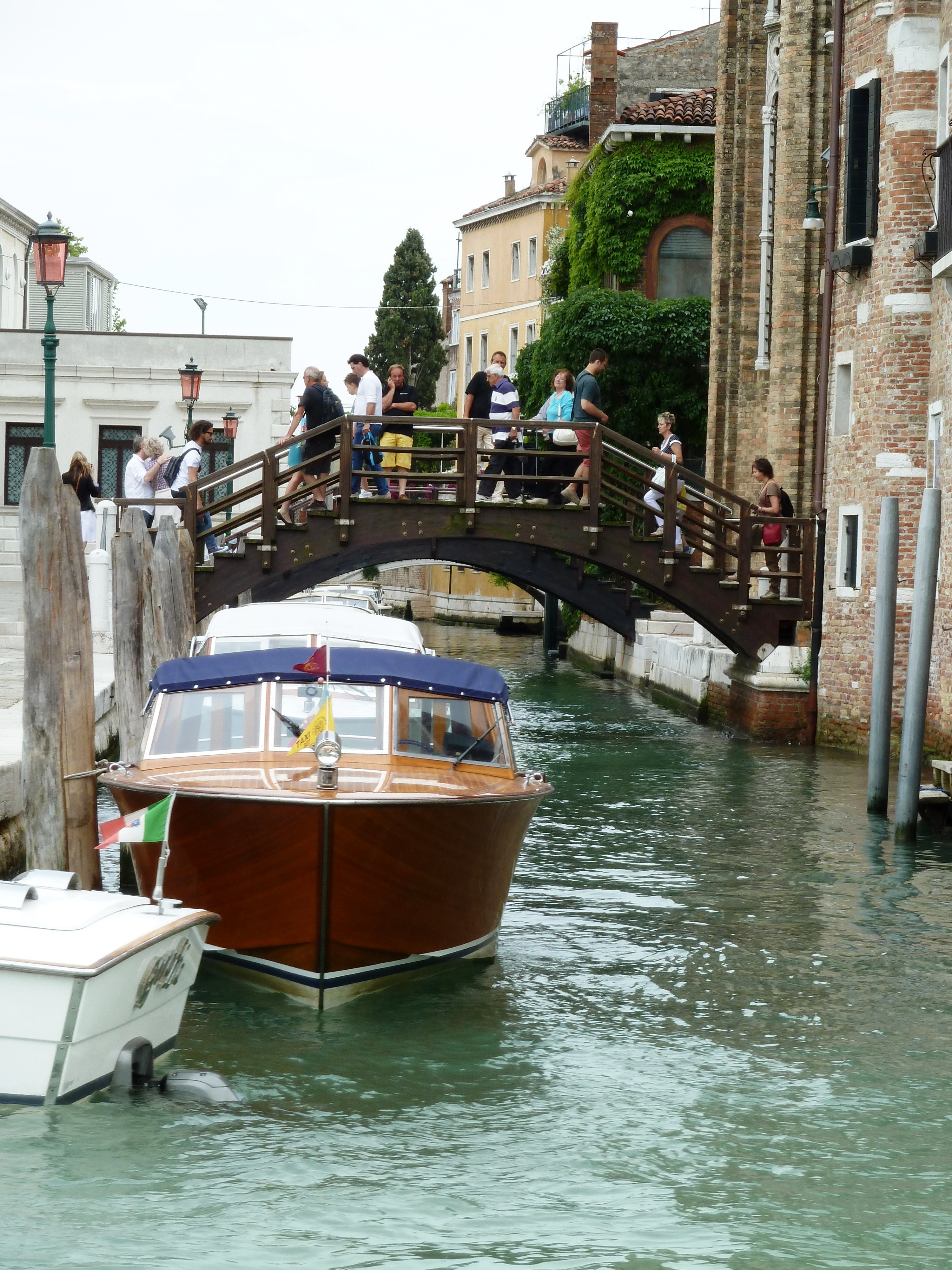
Ponte de l'Abazia (din lemn) care leagă biserica de o calle care duce la Campo San Gregorio
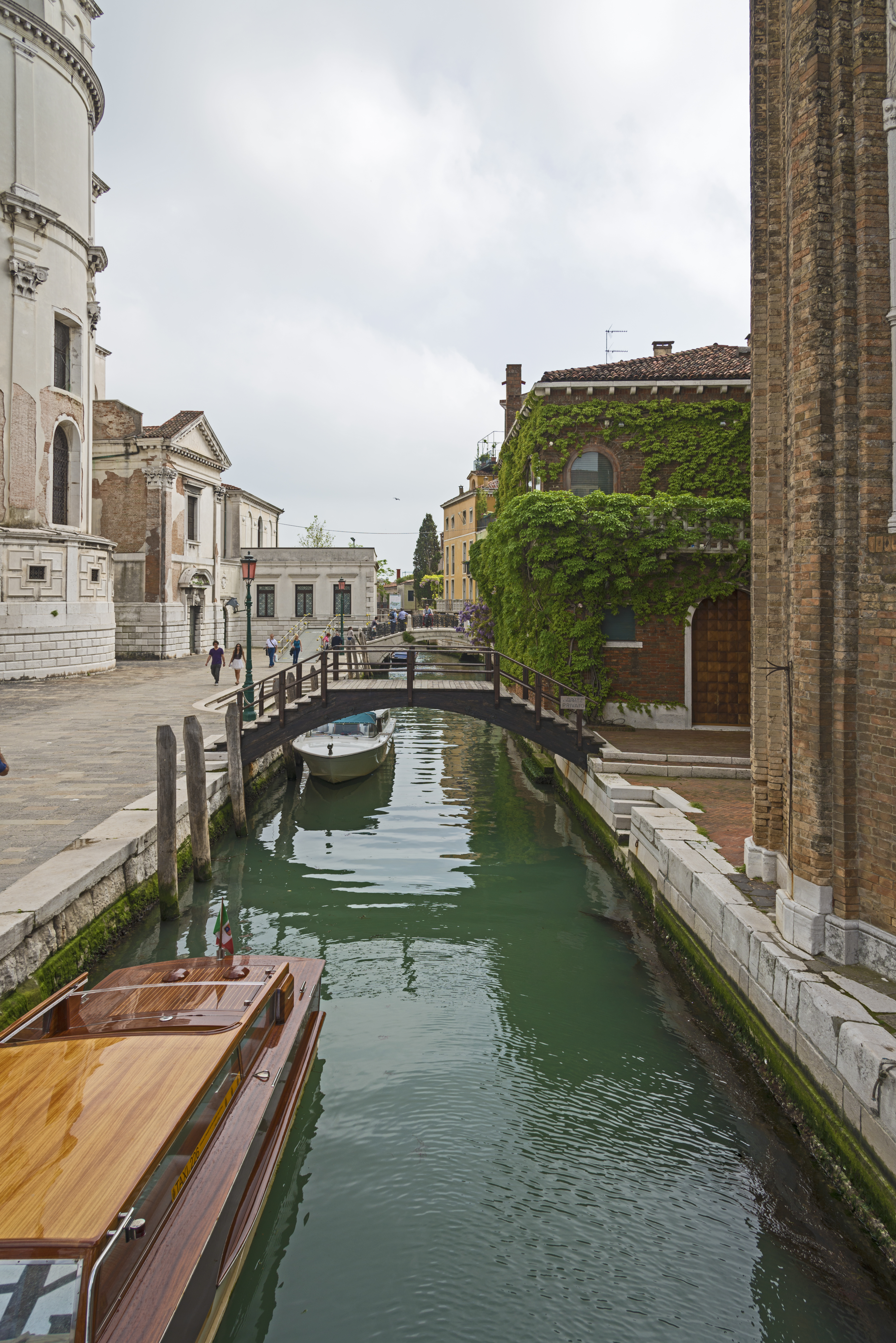
Pod privat peste rio della Salute
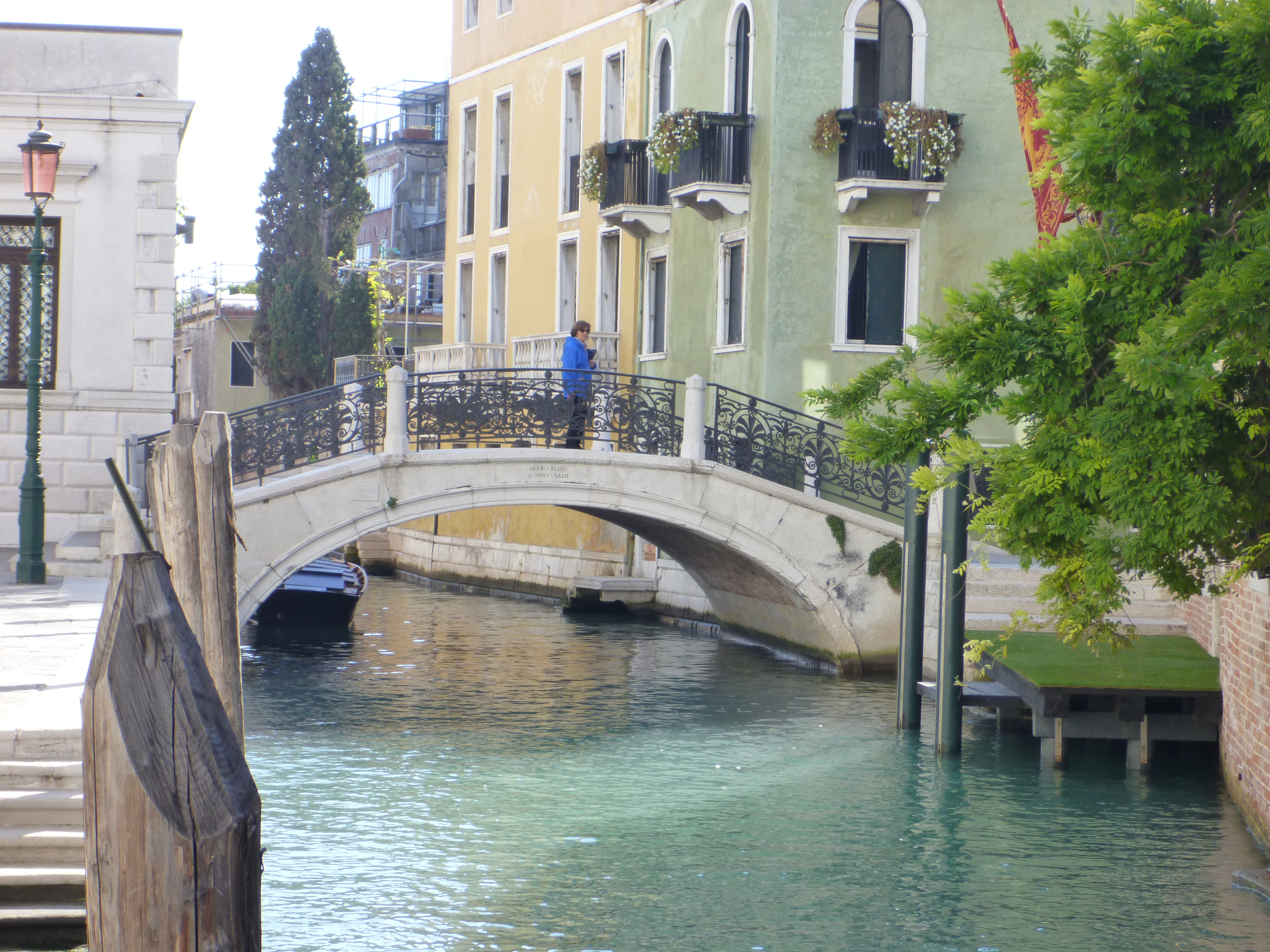
Ponte de la Salute care leagă biserica omonimă cu Rio terà dei Catecumeni
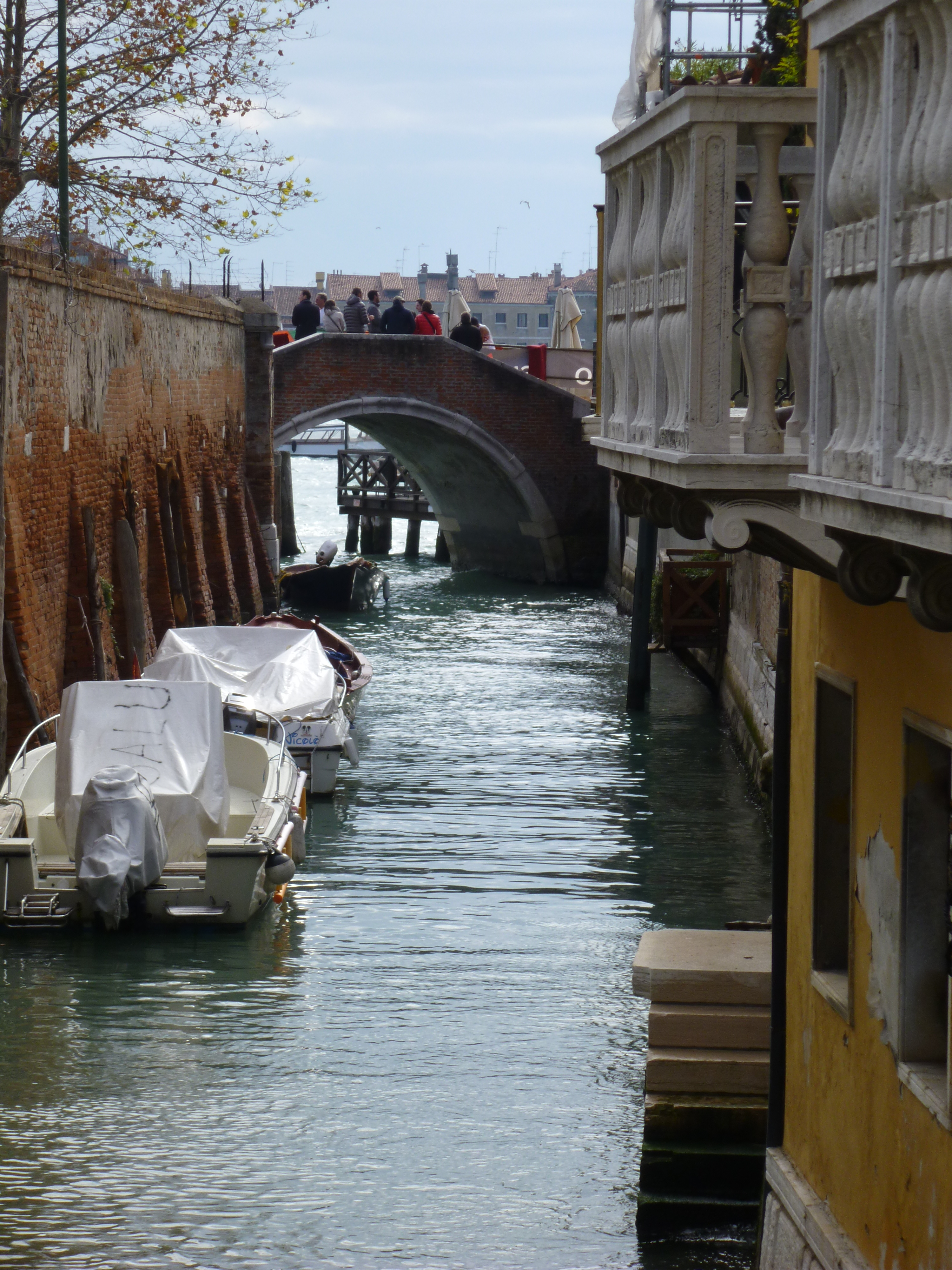
Ponte de l'Umiltà (umilinţei) între Fondamenta Zattere ai Saloni şi Fondamenta Zattere allo Spirito